# 이티밴
이티밴은 제이스모빌리티가 2020년 글로벌 제조기업 SHINERAY의 상용차 제조사 SRM과 독점 파트너십을 체결하고 한국형으로 개발하여 출시한 전기화물밴이다. CATL LFP 배터리를 탑재하고 있으며 1회 충전 주행거리는 프로의 경우 361km 까지 나오는 동급 최장 주행거리를 가지고 있다.

## 상세
22년 6월 13일 출시하여 사전예약에 들어갔으며 그해 7월 모빌리티 예약 플랫폼 찜카를 운영하는 네이처모빌리티와 국내 총판 계약을 맺어 본격적으로 판매에 들어갔다.

## 23년형 뉴이티밴
23년 1월 20여가지 개선사항을 적용한 뉴이티밴을 선보였고, 4인승 모델도 추가가 되었다. 뉴이티밴의 개선사항은 기존 고객들의 가장 큰 불만이었던 충전구 위치가 보닛 에서 차량 우측 조수석쪽으로 변경이 되었으며 전동식 사이드미러와 일체형 스트리밍 룸미러, 알루미늄 휠 장착등 22년에 비해 대폭 개선되었다.
뉴이티밴 가격은 23년 출시 당시 국고와 지자체 보조금을 더해서 2,350만원을 받을 수 있으며 소상공인이 구매시 총 2,710만원까지 보조금을 받을 수 있어 지역에 따라 1,100만원에 구매할 수 있었다.[1]
이티밴은 현재 국내에 등록된 특수차를 제외한 소형 전기화물차 10개사 22개 차종 가운데 연료소비율이 가장 우수한 차량으로 환경부에 의해 공식 확인되었다. 이티밴의 연료소비율은 0.231Wh/km・kg으로 이번 보조금 지급과 관련한 소형 전기화물 연비계수 측정에서 최저연료소비율의 기준이 되었으며, 국고보조금 최고액을 수령하는 소형 전기화물 차량은 22개 차종 중 이티밴 2종 포함 총 6개 차종에 불과하다. 
한편 2인승과 4인승 모델로 올해 새롭게 출시된 뉴 이티밴은 제이스모빌리티가 국내 고객들의 요구에 따라 20여가지 항목을 추가 개발한 개선형으로, 여유로운 적재공간과 품격있는 스타일로 물류 운송부터 캠핑 같은 여가 활동까지 다목적으로 활용이 가능한 전기화물밴이다.
출처 : 아이티비즈(http://www.it-b.co.kr)

## 24년형 이티밴 프로/미니
23년 12월 19일 24년형 이티밴 프로, 미니가 출시하고 사전예약을 시작했다. 프로와 미니 모델 2가지 카테고리에서 2인승, 4인승 모델로 총 4가지 모델이 출시 되었으며 프로는 기존 뉴이티밴과 차량 사이즈가 거의 동일하며 미니는 전장이 약 30cm 정도 줄어든 4.1m 급의 사이즈이다. 전폭은 프로와 미니가 동일하고 전고는 미니가 5cm 정도 낮다. 차량 크기는 스타렉스와 비슷하나 조금 작다.

24년 이티밴 프로와 미니는 기존 뉴이티밴보다 많은 부분이 업그레이드가 됐는데 가장 큰 변화는 배터리 용량의 변화이다. 프로의 경우 53.6kWh CATL LFP 배터리를 장착하여 동급에서는 가장 큰 배터리 용량으로 1회 충전 주행거리 361km[2] 의 가장 긴 주행거리를 자랑하게 되었다.[3]
| 구분       | 상온 도심 | 상온 고속 | 상온복합 | 저온도심 | 저온고속 | 저온복합 |
| ---------- | --------- | --------- | -------- | -------- | -------- | -------- |
| 이티밴프로 | 361km     | 281km     | 325km    | 269km    | 275km    | 264km    |
| 이티밴미니 | 288km     | 254km     | 273km    | 208km    | 246km    | 225km    |

전기자동차 특히 화물 전기자동차에서 가장 중요한 주행거리 부분에서 경쟁차종과는 큰 격차[4] 를 보이며 공식 수입사인 제이스모빌리티에서도 동급최강 주행거리라는 포인트로 판매촉진 활동을 하였다.
그 외에도 전기화물밴에서는 처음으로 V2L 이 기본 탑재되어 내부 1500W, 외부 3000W 까지 차량 메인 배터리에서 전기를 사용할 수 있게 되어 전기가 없는 외부 작업이나 캠핑에서 유용하게 사용할 수 있게 되었다. 그리고 10.25인치 스마트 디스플레이, 크루즈 컨트롤, 오토 헤드라이트, 적재항 고정걸이등 다양한 편의사양들이 추가되었고 조수석까지 보호하는 듀얼에어백, 자동긴급제동장치, 차선이탈경보시스템등 안전사양도 업그레이드가 되어 동급에서는 가장 훌륭한 옵션을 기본으로 장착했다.
24년 이티밴 프로와 미니에서는 차량 색상도 흰색 뿐만 아니라 투톤으로 녹색과 하늘색을 선택할 수 있었는데 현재는 흰색과 투톤 녹색만 판매되고 있다.
차량 기본기 역시 23년형보다 많이 다듬어졌는데 특히 중국차량의 고질적인 문제인 브레이크 밀림이 크게 개선되었고 차량 주행 안정감이 개선되었다. 이 부분은 한상기 기자가 이티밴 프로를 리뷰한 영상을 보면 자세히 설명이 되어있다.
참고로 이티밴(ETVAN) 의 ET 는 영화 E.T 의 Extra Terrestrial 과 동일하다.
이후 이티밴 라이프라는 모델이 등장했는데, 이티밴 미니4밴을 캠핑카로 개조한 모델로 이동형 업무차 형식의 비즈니스밴, 캠핑카 형식의 캠퍼밴 모델이 등장했다. 이티밴 라이프 소개페이지

▲ 이티밴 프로 4밴 (2024년식)
▲ 이티밴 미니 2밴 (2024년식)
▲ 이티밴 미니 4밴 (2024년식)
▲ 이티밴 라이프 (2024년식)

## 25년형 이티밴 엑스 (ETVAN EX)
2025년형 **이티밴 엑스(ETVAN EX)**는 제이스모빌리티가 2024년형 ‘이티밴 프로’의 후속 모델로 출시한 프리미엄 전기화물밴이다. 2025년 5월부터 사전예약을 시작했으며, 6월 정식 출시 예정이다. 이번 모델은 기존 프로의 장점을 유지하면서도, 배터리·안전성·편의 사양에서 대대적인 업그레이드가 이뤄졌다.
주요 특징은 다음과 같다.
▷ 고성능 NCM 배터리 탑재

기존 LFP 배터리에서 고성능 NCM 배터리로 변경되어 주행 성능과 효율이 향상되었다. 국내 배터리 제조사 TW에너시스와 협력하여 전용 배터리팩을 공동 개발했으며, 충전 제어기(EVCC)와 배터리 관리 시스템(BMS)도 국내 기술로 구현되었다.
상온 도심 기준 주행거리: 약 343km 이상
상온 복합 주행거리: 약 303km 이상
▷ 배터리 안전 모니터링 시스템

전기차의 최대 단점으로 꼽히는 배터리 화재에 대한 우려를 줄이기 위해, 주행·충전·주차 중 배터리 상태를 실시간 감시하고, 이상 징후가 발견되면 전용 앱을 통해 즉시 알림을 제공하는 **‘배터리 안전 모니터링 시스템’**을 도입했다.
▷ 강화된 안전 기능

2세대 AEB(자동긴급제동시스템) 탑재
LDW(차선이탈방지시스템) 기본 탑재 (동급 유일)
1~3열 프레임 보강, 듀얼 에어백, 전자식 브레이크 등 안전 패키지 강화
▷ 전기 활용 기능 (V2L)

이티밴 엑스는 내부(1.5kW) / 외부(3kW) 전력 사용이 가능한 V2L(Vehicle to Load) 기능을 기본 탑재하였다. 이를 통해 야외 공구 작업, 캠핑, 레저 활동 등에서 차량 배터리를 전원으로 활용할 수 있다.
▷ 디자인 및 공간

색상: 기본 화이트 + 신규 고급 그레이
전용 알로이 휠 + 15인치 타이어 탑재
4인승 모델은 3열 글라스윈도우 적용으로 캠핑/업무용 활용에 유리함
▷ 가격 및 혜택

실구매가는 지자체 보조금과 소상공인 추가 지원, 부가세 환급을 적용하면 1천만 원 후반대까지 가능
사전 예약 고객에게는 60만 원 상당 V2L 외부 커넥터 무상 제공 프로모션 진행 중

▲ 고성능 NCM배터리
▲ 배터리 안전정보 제공 시스템
▲ 자동긴급제동시스템
▲ V2L (야외에서 자유로운 전기사용)

▲ 이티밴 엑스 (2인승)
▲ 이티밴 엑스 (4인승)

## 안전 및 편의 사양
| (1) 안전 사양 | (1) 안전 사양                        |
| ------------- | ------------------------------------ |
|               | 듀얼 에어백                          |
|               | AEBS 자동긴급제동시스템              |
|               | LDWS 차선이탈경보시스템              |
|               | EBS 전자식 브레이크 시스템           |
|               | Reinforce Frames 1-2-3열 프레임 보강 |
|               | TPMS 타이어 공기압 경보시스템        |
|               | HAC 경사로 밀림 방지장치             |
|               | ESC 차체자세 제어장치                |
|               | ABS 브레이크 잠김 방지 시스템        |
|               | TMS 배터리 예열시스템                |
|               | RBS 회생제동 시스템                  |

| (2) 편의 사양 | (2) 편의 사양               |
| ------------- | --------------------------- |
|               | 10.25인치 스마트 디스플레이 |
|               | A필러 손잡이                |
|               | 크루즈 컨트롤               |
|               | 스포츠 모드                 |
|               | 운전석 팔걸이               |
|               | 다기능 스티어링휠           |
|               | 시트 바닥면 / 등 열선       |
|               | 오토 헤드라이트             |
|               | 적재함 고정걸이             |

## 제원
(1) 이티밴 프로 (2024년형) 
| 구분          | 이티밴 프로 2밴                 | 이티밴 프로 4밴                 |
| ------------- | ------------------------------- | ------------------------------- |
| 년식          | 2024년 1월 출시                 | 2024년 1월 출시                 |
| 연료          | 전기                            | 전기                            |
| 적재량        | 800kg                           | 650kg                           |
| 주행거리      | 264~361km 1회 충전시            | 264~361km 1회 충전시            |
| 연비          | 복합 5.3km/kWh 도심 6, 고속 4.7 | 복합 5.3km/kWh 도심 6, 고속 4.7 |
| 최고출력      | 60kW / 9,000rpm                 | 60kW / 9,000rpm                 |
| 최대토크      | 220Nm                           | 220Nm                           |
| 구동          | 후륜구동                        | 후륜구동                        |
| 배터리 용량   | 53.6kWh                         | 53.6kWh                         |
| 배터리 타입   | 3세대 리튬인산철                | 3세대 리튬인산철                |
| 배터리 제조사 | CATL                            | CATL                            |
| 전장/전폭     | 4,495mm / 1,680mm               | 4,495mm / 1,680mm               |
| 전고/축거     | 1,995mm / 2,950mm               | 1,995mm / 2,950mm               |
| 윤거전/후     | 1,440mm / 1,435mm               | 1,440mm / 1,435mm               |
| 공차중량      | 1480kg                          | 1505kg                          |
| 전륜타이어    | 185mm / 65 / 15inch             | 185mm / 65 / 15inch             |
| 후륜타이어    | 185mm / 65 / 15inch             | 185mm / 65 / 15inch             |
| 변속기        | 자동1단                         | 자동1단                         |
| 전륜서스펜션  | 맥퍼슨 스트럿                   | 맥퍼슨 스트럿                   |
| 후륜서스펜션  | 리프 스프링                     | 리프 스프링                     |
| 전륜제동장치  | 디스크                          | 디스크                          |
| 후륜제동장치  | 드럼                            | 드럼                            |
| 스티어링      | 랙 앤 피니언                    | 랙 앤 피니언                    |

(2) 이티밴 미니 & 라이프 (2024년형) 
| 구분          | 이티밴 미니 2밴                   | 이티밴 라이프                     |
| ------------- | --------------------------------- | --------------------------------- |
| 년식          | 2024년 1월 출시                   | 2024년 1월 출시                   |
| 연료          | 전기                              | 전기                              |
| 적재량        | 700kg                             | 600kg                             |
| 주행거리      | 208~288km 1회 충전시              | 208~288km 1회 충전시              |
| 연비          | 복합 5.3km/kWh 도심 5.8, 고속 4.8 | 복합 5.3km/kWh 도심 5.8, 고속 4.8 |
| 최고출력      | 60kW / 9,000rpm                   | 60kW / 9,000rpm                   |
| 최대토크      | 220Nm                             | 220Nm                             |
| 구동          | 후륜구동                          | 후륜구동                          |
| 배터리 용량   | 41.9kWh                           | 41.9kWh                           |
| 배터리 타입   | 3세대 리튬인산철                  | 3세대 리튬인산철                  |
| 배터리 제조사 | CATL                              | CATL                              |
| 전장/전폭     | 4,170mm / 1,680mm                 | 4,170mm / 1,680mm                 |
| 전고/축거     | 1,940mm / 2,725mm                 | 1,940mm / 2,725mm                 |
| 윤거전/후     | 1,440mm / 1,435mm                 | 1,440mm / 1,435mm                 |
| 공차중량      | 1370kg                            | 1410kg                            |
| 전륜타이어    | 185mm / 65 / 15inch               | 185mm / 65 / 15inch               |
| 후륜타이어    | 185mm / 65 / 15inch               | 185mm / 65 / 15inch               |
| 변속기        | 자동1단                           | 자동1단                           |
| 전륜서스펜션  | 맥퍼슨 스트럿                     | 맥퍼슨 스트럿                     |
| 후륜서스펜션  | 리프 스프링                       | 리프 스프링                       |
| 전륜제동장치  | 디스크                            | 디스크                            |
| 후륜제동장치  | 드럼                              | 드럼                              |
| 스티어링      | 랙 앤 피니언                      | 랙 앤 피니언                      |

(3) 이티밴 엑스 (2025년형) 
| 구분                      | 이티밴 미니 2밴                            | 이티밴 라이프                              |
| ------------------------- | ------------------------------------------ | ------------------------------------------ |
| 년식                      | 2025년 6월 출시                            | 2025년 6월 출시                            |
| 연료                      | 전기                                       | 전기                                       |
| 장폭고 (mm)               | 4495x1680x1995                             | 4495x1680x1995                             |
| 휠 베이스                 | 2950                                       | 2950                                       |
| 적재함 내측(길이,폭,높이) | 2360x1475x1350                             | 1560x1475x1350                             |
| 적재공간 (㎥)             | 4.7                                        | 4.1                                        |
| 공차중량 (kg)             | 1,435                                      | 1,460                                      |
| 최대중량 (kg)             | 2,415                                      | 2,420                                      |
| 최대적재량 (kg)           | 850                                        | 700                                        |
| 주행거리                  | 343(도심), 254(고속), 303(복합) 1회 충전시 | 343(도심), 254(고속), 303(복합) 1회 충전시 |
| 최고출력                  | 60kW / 9,000rpm                            | 60kW / 9,000rpm                            |
| 최대토크                  | 220Nm                                      | 220Nm                                      |
| 구동                      | 후륜구동                                   | 후륜구동                                   |
| 메인 배터리 유형          | 리튬 이온(NCM)                             | 리튬 이온(NCM)                             |
| 메인 배터리 정격전압(V)   | 311.6                                      | 311.6                                      |
| 전류용량(Ah)              | 147                                        | 147                                        |
| 회생제동(iBooster 탑재)   | 가변식 회생제동시스템                      | 가변식 회생제동시스템                      |
| 전륜타이어                | 185mm / 65 / 15inch                        | 185mm / 65 / 15inch                        |
| 후륜타이어                | 185mm / 65 / 15inch                        | 185mm / 65 / 15inch                        |
| 변속기                    | 자동1단                                    | 자동1단                                    |
| 전륜서스펜션              | 맥퍼슨 스트럿                              | 맥퍼슨 스트럿                              |
| 후륜서스펜션              | 리프 스프링                                | 리프 스프링                                |
| 전륜제동장치              | 디스크                                     | 디스크                                     |
| 후륜제동장치              | 드럼                                       | 드럼                                       |
| 스티어링                  | 랙 앤 피니언                               | 랙 앤 피니언                               |

## 판매량
23년 수입상용차 전체 1위를 기록했으며 24년에는 상반기 1위를 달성했다고 한다.
23년에는 전기차 보조금을 최대로 받을 수 있어서 많은 판매를 한 것으로 보여지며, 24년에는 정부의 중국산 배터리에 대한 대대적인 규제로 인해 받을 수 있는 보조금이 1천만원까지 줄어 판매량이 내려갔지만, 상반기 수입상용차 판매 1위를 달성한 것으로 보아 V2L 과 같은 옵션과 361km 라는 긴 주행거리로 다른 경쟁차량(쎄아, 마사다) 와 비교해 선방한 것으로 보여진다.

## 가격
24년형인 이티밴 프로는 보조금을 받아 약 2300 ~ 2400만원대에 실 구매가 가능하고 이티밴 미니는 1900만원대에 구매가 가능하다. 여기에 사업자로 구매시 부가세 환급을 받으면 프로는 2000만원, 미니는 1600만원까지 가격이 떨어진다. 이티밴 라이프는 대리점에 따라 추가 할인을 하는 경우가 있어서 1500만원까지 구매가 가능하다. 부가세 환급시 1200만원대.
제이스모빌리티 홈페이지에서 견적내기를 제공하니 각자 거주하는 지역과 조건을 넣어서 조회해볼 수 있다. | 견적내기

## 관련 뉴스
* 제이스모빌리티 이티밴, 판매량 1위 기록
* 제이스모빌리티, 최첨단 기술로 무장한 25년형 전기화물밴 '이티밴 엑스' 출시
* "카니발 말고도 이런 차가?"…1천만원대 '한국형' 미니밴 정체
* 이티밴 캠퍼밴, ‘2024 강원 관광콘텐츠 페스티벌’서 캠핑족들에게 공개
* 1천대 넘게 팔린 이티밴, 다마스 라보 단종 이후 빈자리를 채우다
* 제이스 모빌리티, 다용도 전기밴 ‘이티밴 프로·미니’ 출시
* 제이스 모빌리티, 이티밴 후원으로 지역사회 공헌
* 제이스모빌리티 이티밴, 2023년 전기차 보조금 최고액 지원